# Spas (gmina)
Spas – dawna gmina wiejska w powiecie dolińskim województwa stanisławowskiego II Rzeczypospolitej. Siedzibą gminy był Spas.
Gminę utworzono 1 sierpnia 1934 r. w ramach reformy na podstawie ustawy scaleniowej z dotychczasowych gmin wiejskich: Grabów, Iłemnia, Lipowica, Łopianka, Łuhy, Spas, Strutyn Niżny, Strutyn Wyżny i Suchodół.
Pod okupacją część gminy włączono do nowej gminy Rożniatów; przyłączono natomiast część  zniesionej gminy Rypne.
Po II wojnie światowej obszar gminy został odłączony od Polski i włączony do Ukraińskiej SRR.